# Dolní maják Norrby
Dolní maják Norrby (estonsky: Norrby alumine tuletorn) stojí na estonském ostrově Vormsi v kraji Läänemaa, v Baltském moři.
Maják je ve správě Estonského úřadu námořní dopravy (Veeteede Amet, EVA), kde je veden pod registračním číslem 447.

## Historie
Maják se nachází na ostrově Vormsi v Baltském moři mezi ostrovem Hiimaa a pevninou. Navádí lodi přes průliv Voosi.
V roce 1916 byl postaven dřevěný maják vysoký 14 m. V roce 1925 byl světelný zdroj ve výšce 18 m n. m. s dosvitem 18 námořních mil. V roce 1935 byl postaven železobetonový maják. V majáku byly použity acetylénové lampy s charakteristikou Fl W 1s. V roce 1995 byla charakteristika změněna na Iso W 2s. V roce 1980 byl maják elektrifikován a napojen na veřejnou elektrickou síť. Byly instalovány lampy EMS-210 (ЭМС-210). V roce 2005 byly instalovány LED svítilny.

## Popis
Válcová železobetonová věž vysoká 22 metrů s průměrem 2 metry je ukončená ochozem s lucernou. Maják je bílý. Lucerna je vysoká 1,3 metrů.

## Data
zdroj
- výška světla 22 m n. m.
- dosvit 12 námořních mil
- záblesk bílého světla v intervalu 2 sekund
- sektor: 188° 24′–196° 24′

označení
- Admiralty: C3659
- ARLHS: EST-038
- NGA: 12614
- EVA 447